# Phlox idahonis
Phlox idahonis är en blågullsväxtart som beskrevs av Edgar Theodore Wherry. Phlox idahonis ingår i släktet floxar, och familjen blågullsväxter. Inga underarter finns listade i Catalogue of Life.